# 格林冰隆
格林冰隆（英語：Green Ice Rises），是南極洲的冰隆，位於瑪麗皇后地，處於亨德森島以東9公里，根據美國海軍拍攝的空中照片繪入地圖，現時由南極條約體系管理。